# Matjaž Kek
Matjaž Kek (n. 9 septembrie 1961) este un fost jucător de fotbal sloven și actualul antrenor al Sloveniei.